# Eurynola gigantea
Eurynola gigantea är en fjärilsart som beskrevs av Rothschild 1916. Eurynola gigantea ingår i släktet Eurynola och familjen trågspinnare. Inga underarter finns listade i Catalogue of Life.